# Bird Set Free
Bird Set Free è un singolo della cantautrice australiana Sia, pubblicato il 4 novembre 2015 come secondo estratto dal settimo album in studio This Is Acting.

## Composizione
In un'intervista con Ryan Seacrest, Sia ha rivelato che, come Alive, anche Bird Set Free era stato composto per la cantante britannica Adele.
Il 7 novembre 2015 Sia ha eseguito il brano per la prima volta dal vivo al programma televisivo Saturday Night Live, durante il quale ha cantato anche il singolo precedente Alive.

## Tracce
1. Bird Set Free – 4:12 (Sia Furler, Greg Kurstin)

## Classifiche
| Classifica (2015) | Posizione massima |
| ----------------- | ----------------- |
| Australia         | 36                |
| Canada            | 98                |
| Francia           | 49                |
| Regno Unito       | 92                |
| Repubblica Ceca   | 69                |
| Slovacchia        | 65                |
| Svizzera          | 69                |